# Diskografie Nicki Minaj
Toto je seznam vydané diskografie trinidadské rapperky Nicki Minaj.

## Alba

### Studiová alba
| Název                                                                                   | Detaily o albu                                                                          | Umístění v hitparádách | Umístění v hitparádách | Umístění v hitparádách | Umístění v hitparádách | Umístění v hitparádách | Umístění v hitparádách | Umístění v hitparádách | Umístění v hitparádách | Umístění v hitparádách | Umístění v hitparádách | Prodeje                       | Certifikace                                                                        |
| Název                                                                                   | Detaily o albu                                                                          | US                     | US R&B/ HH             | US Rap                 | AUS                    | CAN                    | FRA                    | IRL                    | NZ                     | SWE                    | UK                     | Prodeje                       | Certifikace                                                                        |
| --------------------------------------------------------------------------------------- | --------------------------------------------------------------------------------------- | ---------------------- | ---------------------- | ---------------------- | ---------------------- | ---------------------- | ---------------------- | ---------------------- | ---------------------- | ---------------------- | ---------------------- | ----------------------------- | ---------------------------------------------------------------------------------- |
| Pink Friday                                                                             | - Vydáno: 22. listopadu 2010 - Vydavatelství: Young Money, Cash Money, Universal Motown | 1                      | 1                      | 1                      | 19                     | 8                      | 116                    | 17                     | 15                     | —                      | 16                     | - US: 2,000,000 - UK: 282,000 | - RIAA: 3× Platinum - ARIA: Platinum - BPI: Platinum                               |
| Pink Friday: Roman Reloaded                                                             | - Vydáno: 2. dubna 2012 - Vydavatelství: Young Money, Cash Money, Universal Republic    | 1                      | 1                      | 1                      | 5                      | 1                      | 20                     | 2                      | 3                      | 37                     | 1                      | - US: 905,000 - UK: 242,000   | - RIAA: 4× Platinum - ARIA: Gold - BPI: Platinum - GLF: Gold - IRMA: Platinum      |
| The Pinkprint                                                                           | - Vydáno: 12. prosince 2014 - Vydavatelství: Young Money, Cash Money, Republic          | 2                      | 1                      | 1                      | 19                     | 6                      | 70                     | 31                     | 21                     | 9                      | 22                     | - US: 682,000                 | - RIAA: 2× Platinum - ARIA: Platinum - BPI: Platinum - GLF: Gold - MC: 2× Platinum |
| Queen                                                                                   | - Vydáno: 10. srpna 2018 - Vydavatelství: Young Money, Cash Money, Republic             | 2                      | 2                      | 2                      | 4                      | 2                      | 7                      | 5                      | 8                      | 15                     | 5                      | - US: 147,000                 | - RIAA: Platinum - ARIA: Gold - BPI: Gold - MC: 2× Platinum                        |
| Pink Friday 2                                                                           | - Vydáno: 8. prosince 2023 - Vydavatelství: Republic                                    | 1                      | 1                      | 1                      | 3                      | 2                      | 20                     | 9                      | 3                      | 32                     | 3                      | - US: 92,000                  | - RIAA: Platinum - BPI: Silver                                                     |
| "—" značí, že se nahrávka neumístila v hitparádách nebo v tomto území ani nebyla vydána |                                                                                         |                        |                        |                        |                        |                        |                        |                        |                        |                        |                        |                               |                                                                                    |

### Znovuvydaná alba
| Název                                   | Detaily o albu                                                                            | Certifikace      |
| --------------------------------------- | ----------------------------------------------------------------------------------------- | ---------------- |
| Pink Friday: Roman Reloaded – The Re-Up | - Vydáno: 19. listopadu 2012 - Vydavatelství: Young Money, Cash Money, Universal Republic | - ARIA: Platinum |

### Kompilační alba
| Název                 | Detaily o albu                                                  | Umístění v hitparádách | Umístění v hitparádách | Umístění v hitparádách | Umístění v hitparádách | Umístění v hitparádách | Umístění v hitparádách | Umístění v hitparádách | Umístění v hitparádách | Certifikace                  |
| Název                 | Detaily o albu                                                  | US                     | US R&B/ HH             | US Rap                 | AUS                    | CAN                    | IRL                    | NZ                     | UK                     | Certifikace                  |
| --------------------- | --------------------------------------------------------------- | ---------------------- | ---------------------- | ---------------------- | ---------------------- | ---------------------- | ---------------------- | ---------------------- | ---------------------- | ---------------------------- |
| Queen Radio: Volume 1 | - Vydáno: 26. srpna 2022 - Vydavatelství: Young Money, Republic | 10                     | 6                      | 4                      | 50                     | 8                      | 88                     | 12                     | 67                     | - BPI: Gold - RMNZ: Platinum |

## Mixtapy
| Název                                                                                   | Detaily o albu                                                                                    | Umístění v hitparádách | Umístění v hitparádách | Umístění v hitparádách | Umístění v hitparádách | Umístění v hitparádách | Umístění v hitparádách | Umístění v hitparádách |
| Název                                                                                   | Detaily o albu                                                                                    | US                     | US R&B/ HH             | US Rap                 | AUS                    | CAN                    | NZ                     | UK                     |
| --------------------------------------------------------------------------------------- | ------------------------------------------------------------------------------------------------- | ---------------------- | ---------------------- | ---------------------- | ---------------------- | ---------------------- | ---------------------- | ---------------------- |
| Playtime Is Over                                                                        | - Vydáno: 5. července 2007 - Vydavatelství: Young Money, Dirty Money                              | —                      | —                      | —                      | —                      | —                      | —                      | —                      |
| Sucka Free                                                                              | - Vydáno: 12. dubna 2008 - Vydavatelství: Young Money, Dirty Money                                | —                      | 95                     | —                      | —                      | —                      | —                      | —                      |
| Beam Me Up Scotty                                                                       | - Vydáno: 18. dubna 2009 - Znovuvydáno: 14. května 2021 - Vydavatelství: Young Money, Dirty Money | 2                      | 2                      | 2                      | 41                     | 5                      | 32                     | 19                     |
| "—" značí, že se nahrávka neumístila v hitparádách nebo v tomto území ani nebyla vydána |                                                                                                   |                        |                        |                        |                        |                        |                        |                        |

## Singly

### Jako hlavní umělkyně
| Název                                                                                   | Rok  | Umístění v hitparádách | Umístění v hitparádách | Umístění v hitparádách | Umístění v hitparádách | Umístění v hitparádách | Umístění v hitparádách | Umístění v hitparádách | Umístění v hitparádách | Umístění v hitparádách | Umístění v hitparádách | Certifikace | Album                                         |
| Název                                                                                   | Rok  | US                     | US R&B/ HH             | US Rap                 | AUS                    | CAN                    | FRA                    | IRL                    | NZ                     | SWE                    | UK                     | Certifikace | Album                                         |
| --------------------------------------------------------------------------------------- | ---- | ---------------------- | ---------------------- | ---------------------- | ---------------------- | ---------------------- | ---------------------- | ---------------------- | ---------------------- | ---------------------- | ---------------------- | --- | --------------------------------------------- |
| "Massive Attack" (feat. Sean Garrett)                                                   | 2010 | —                      | 65                     | —                      | —                      | —                      | —                      | —                      | —                      | —                      | —                      | | Singl bez alb                                 |
| "Your Love"                                                                             | 2010 | 14                     | 4                      | 1                      | —                      | 43                     | —                      | —                      | —                      | —                      | 71                     | - RIAA: Platinum - ARIA: Platinum - BPI: Silver                                                                 | Pink Friday                                   |
| "Check It Out" (s will.i.am)                                                            | 2010 | 24                     | 100                    | 14                     | 21                     | 14                     | —                      | 14                     | —                      | —                      | 11                     | - BPI: Silver                                                                                                   | Pink Friday                                   |
| "Right Thru Me"                                                                         | 2010 | 26                     | 4                      | 3                      | —                      | 60                     | —                      | —                      | —                      | —                      | 71                     | - RIAA: Gold | Pink Friday                                   |
| "Moment 4 Life" (feat. Drake)                                                           | 2010 | 13                     | 1                      | 1                      | —                      | 27                     | 65                     | 37                     | —                      | —                      | 22                     | - RIAA: Platinum - ARIA: 2× Platinum - BPI: Platinum                                                            | Pink Friday                                   |
| "Super Bass"                                                                            | 2011 | 3                      | 6                      | 2                      | 6                      | 6                      | —                      | 17                     | 3                      | 43                     | 8                      | - RIAA: 12× Platinum - ARIA: 11× Platinum - BPI: 2× Platinum - RMNZ: Platinum                                   | Pink Friday                                   |
| "Did It On'em"                                                                          | 2011 | 49                     | 3                      | 4                      | —                      | —                      | —                      | —                      | —                      | —                      | —                      | - RIAA: Gold - ARIA: Gold                                                                                       | Pink Friday                                   |
| "Girls Fall Like Dominoes"                                                              | 2011 | —                      | —                      | —                      | 99                     | —                      | —                      | 28                     | 13                     | —                      | 24                     | | Pink Friday                                   |
| "Fly" (feat. Rihanna)                                                                   | 2011 | 19                     | 20                     | 9                      | 18                     | 55                     | —                      | 14                     | 13                     | —                      | 16                     | - RIAA: Platinum - ARIA: 2× Platinum - BPI: Gold                                                                | Pink Friday                                   |
| "Starships"                                                                             | 2012 | 5                      | 85                     | 10                     | 2                      | 4                      | 5                      | 2                      | 2                      | 3                      | 2                      | - RIAA: Diamond - ARIA: 12× Platinum - BPI: 3× Platinum - GLF: 3× Platinum - RMNZ: 2× Platinum                  | Pink Friday: Roman Reloaded                   |
| "Right by My Side" (feat. Chris Brown)                                                  | 2012 | 51                     | 21                     | —                      | —                      | —                      | 122                    | —                      | —                      | —                      | 70                     | - RIAA: 2x Platinum - ARIA: Platinum                                                                            | Pink Friday: Roman Reloaded                   |
| "Beez in the Trap" (feat. 2 Chainz)                                                     | 2012 | 48                     | 7                      | 7                      | —                      | —                      | —                      | 74                     | —                      | —                      | 131                    | - RIAA: 3× Platinum - ARIA: Gold                                                                                | Pink Friday: Roman Reloaded                   |
| "Pound the Alarm"                                                                       | 2012 | 15                     | —                      | —                      | 10                     | 8                      | 19                     | 8                      | 6                      | 33                     | 8                      | - RIAA: 2x Platinum - ARIA: 3× Platinum - BPI: Platinum - RMNZ: Gold                                            | Pink Friday: Roman Reloaded                   |
| "The Boys" (s Cassie)                                                                   | 2012 | —                      | 41                     | —                      | —                      | —                      | —                      | 95                     | —                      | —                      | 101                    | | Pink Friday: Roman Reloaded – The Re-Up       |
| "Automatic"                                                                             | 2012 | —                      | —                      | —                      | —                      | —                      | 102                    | —                      | —                      | —                      | 199                    | | Pink Friday: Roman Reloaded                   |
| "Va Va Voom"                                                                            | 2012 | 22                     | —                      | —                      | 36                     | 18                     | 54                     | 13                     | 20                     | —                      | 20                     | - RIAA: 2× Platinum - ARIA: 2× Platinum - BPI: Gold                                                             | Pink Friday: Roman Reloaded                   |
| "Freedom"                                                                               | 2012 | —                      | 31                     | 23                     | —                      | —                      | —                      | —                      | —                      | —                      | 107                    | | Pink Friday: Roman Reloaded – The Re-Up       |
| "High School" (feat. Lil Wayne)                                                         | 2013 | 64                     | 20                     | 15                     | 57                     | 81                     | 91                     | 47                     | —                      | —                      | 31                     | - RIAA: 2× Platinum - ARIA: Platinum - BPI: Silver                                                              | Pink Friday: Roman Reloaded – The Re-Up       |
| "Pills n Potions"                                                                       | 2014 | 24                     | 7                      | 2                      | 14                     | 53                     | 71                     | 29                     | 17                     | —                      | 31                     | - ARIA: 2× Platinum - BPI: Silver                                                                               | The Pinkprint                                 |
| "Bang Bang" (s Jessie J a Ariana Grande)                                                | 2014 | 3                      | —                      | —                      | 4                      | 3                      | 47                     | 3                      | 4                      | 15                     | 1                      | - RIAA: Diamond - ARIA: 5× Platinum - BPI: 3× Platinum - GLF: 2× Platinum - MC: 6× Platinum - RMNZ: 2× Platinum | Sweet Talker a My Everything                  |
| "Anaconda"                                                                              | 2014 | 2                      | 1                      | 1                      | 8                      | 3                      | 38                     | 10                     | 9                      | 30                     | 3                      | - RIAA: 2× Platinum - ARIA: 4× Platinum - BPI: Platinum - GLF: Gold - RMNZ: Gold                                | The Pinkprint                                 |
| "Only" (feat. Drake, Lil Wayne a Chris Brown)                                           | 2014 | 12                     | 1                      | 1                      | 62                     | 20                     | 102                    | —                      | —                      | —                      | 35                     | - RIAA: 3× Platinum - ARIA: 3× Platinum - BPI: Platinum                                                         | The Pinkprint                                 |
| "Bed of Lies" (feat. Skylar Grey)                                                       | 2014 | 62                     | 19                     | 13                     | 7                      | 41                     | 134                    | 56                     | 13                     | 11                     | 73                     | - ARIA: 2× Platinum - GLF: 2× Platinum - RMNZ: Gold                                                             | The Pinkprint                                 |
| "Truffle Butter" (feat. Drake a Lil Wayne)                                              | 2015 | 14                     | 4                      | 2                      | —                      | 43                     | —                      | —                      | —                      | —                      | 188                    | - ARIA: Platinum - BPI: Gold                                                                                    | The Pinkprint                                 |
| "The Night Is Still Young"                                                              | 2015 | 31                     | —                      | 6                      | —                      | 40                     | —                      | 98                     | —                      | 93                     | —                      | - RIAA: Platinum - ARIA: Platinum - BPI: Silver - GLF: Gold                                                     | The Pinkprint                                 |
| "Make Love" (s Gucci Mane)                                                              | 2017 | 78                     | 33                     | 22                     | —                      | —                      | —                      | —                      | —                      | —                      | —                      | - RIAA: Gold | Mr. Davis                                     |
| "Changed It" (s Lil Wayne)                                                              | 2017 | 71                     | 29                     | 18                     | —                      | —                      | —                      | —                      | —                      | —                      | —                      | | Singly bez alb                                |
| "No Frauds" (s Drake a Lil Wayne)                                                       | 2017 | 14                     | 8                      | 5                      | 58                     | 25                     | 148                    | 71                     | —                      | 94                     | 49                     | - ARIA: Platinum - BPI: Silver - MC: Gold                                                                       | Singly bez alb                                |
| "Regret in Your Tears"                                                                  | 2017 | 61                     | 26                     | —                      | —                      | 84                     | —                      | —                      | —                      | —                      | 69                     | | Singly bez alb                                |
| "MotorSport" (s Migos a Cardi B)                                                        | 2017 | 6                      | 3                      | 3                      | 74                     | 12                     | 123                    | 79                     | —                      | —                      | 49                     | - RIAA: 6× Platinum - ARIA: Platinum - BPI: Gold - MC: 3× Platinum - SNEP: Gold                                 | Culture II                                    |
| "Barbie Tingz"                                                                          | 2018 | 25                     | 17                     | 13                     | 41                     | 21                     | —                      | 58                     | —                      | 90                     | 31                     | - RIAA: Gold - ARIA: Platinum                                                                                   | Queen                                         |
| "Chun-Li"                                                                               | 2018 | 10                     | 7                      | 6                      | 54                     | 18                     | —                      | 65                     | —                      | —                      | 26                     | - RIAA: Platinum - ARIA: 2× Platinum - BPI: Gold - MC: Gold                                                     | Queen                                         |
| "Bed" (feat. Ariana Grande)                                                             | 2018 | 42                     | 19                     | 17                     | 17                     | 30                     | 105                    | 22                     | 25                     | 44                     | 20                     | - RIAA: Gold - ARIA: Platinum - BPI: Gold - MC: Platinum                                                        | Queen                                         |
| "Barbie Dreams"                                                                         | 2018 | 18                     | 13                     | 11                     | 57                     | 43                     | —                      | 41                     | —                      | —                      | 36                     | - RIAA: Gold - ARIA: Platinum - BPI: Silver                                                                     | Queen                                         |
| "Good Form" (sólo nebo feat. Lil Wayne)                                                 | 2018 | 60                     | 29                     | —                      | —                      | 46                     | —                      | 96                     | —                      | —                      | —                      | - ARIA: Platinum                                                                                                | Queen                                         |
| "Megatron"                                                                              | 2019 | 20                     | 11                     | 9                      | 89                     | 25                     | —                      | 56                     | —                      | —                      | 34                     | - RIAA: Platinum - ARIA: Gold - MC: Gold                                                                        | Singl bez alb                                 |
| "Tusa" (s Karol G)                                                                      | 2019 | 42                     | —                      | —                      | —                      | 98                     | 6                      | —                      | —                      | —                      | —                      | - RIAA: 41× Platinum (Latin) - BPI: Silver - MC: Platinum - SNEP: Diamond                                       | KG0516                                        |
| "Trollz" (se 6ix9ine)                                                                   | 2020 | 1                      | 1                      | 1                      | 45                     | 4                      | 45                     | 12                     | —                      | 51                     | 12                     | - RIAA: Platinum                                                                                                | TattleTales                                   |
| "What That Speed Bout!?" (s Mike Will Made It a YoungBoy Never Broke Again)             | 2020 | 35                     | 11                     | 10                     | —                      | 76                     | —                      | —                      | —                      | —                      | —                      | | Michael                                       |
| "Do We Have a Problem?" (s Lil Baby)                                                    | 2022 | 2                      | 1                      | 1                      | 64                     | 14                     | 193                    | 48                     | —                      | —                      | 31                     | - RIAA: Gold | Queen Radio: Volume 1                         |
| "Bussin" (s Lil Baby)                                                                   | 2022 | 20                     | 5                      | 4                      | —                      | 40                     | —                      | 89                     | —                      | —                      | 70                     | | Queen Radio: Volume 1                         |
| "Blick Blick" (s Coi Leray)                                                             | 2022 | 37                     | 10                     | 8                      | —                      | 68                     | —                      | —                      | —                      | —                      | —                      | - RIAA: Gold | Trendsetter                                   |
| "We Go Up" (feat. Fivio Foreign)                                                        | 2022 | 58                     | 15                     | 11                     | —                      | —                      | —                      | —                      | —                      | —                      | —                      | | Queen Radio: Volume 1                         |
| "Super Freaky Girl"                                                                     | 2022 | 1                      | 1                      | 1                      | 1                      | 8                      | —                      | 6                      | 1                      | 28                     | 5                      | - RIAA: 2× Platinum - ARIA: 4× Platinum - BPI: Platinum - RMNZ: Platinum                                        | Pink Friday 2                                 |
| "Love in the Way" (s Yung Bleu)                                                         | 2022 | 93                     | 25                     | —                      | —                      | —                      | —                      | —                      | —                      | —                      | —                      | | Tantra                                        |
| "Tukoh Taka" (s Maluma a Myriam Fares)                                                  | 2022 | —                      | —                      | —                      | —                      | —                      | —                      | —                      | —                      | —                      | —                      | | FIFA World Cup Qatar 2022 Official Soundtrack |
| "Princess Diana" (s Ice Spice)                                                          | 2023 | 4                      | 2                      | 1                      | —                      | 21                     | 158                    | —                      | 31                     | —                      | —                      | - RIAA: Platinum                                                                                                | Like..?                                       |
| "Red Ruby da Sleeze"                                                                    | 2023 | 13                     | 4                      | 1                      | —                      | 46                     | —                      | 28                     | —                      | —                      | 28                     | - RIAA: Platinum - ARIA: Gold                                                                                   | Pink Friday 2                                 |
| "Alone" (s Kim Petras)                                                                  | 2023 | 55                     | —                      | —                      | —                      | 72                     | —                      | 35                     | —                      | —                      | 37                     | - MC: Gold | Feed the Beast                                |
| "Barbie World" (s Ice Spice a Aqua)                                                     | 2023 | 7                      | 2                      | 2                      | 3                      | 7                      | 16                     | 6                      | 3                      | 9                      | 4                      | - ARIA: Platinum - BPI: Gold - MC: Platinum - RMNZ: Gold - SNEP: Gold                                           | Barbie the Album                              |
| "Last Time I Saw You"                                                                   | 2023 | 23                     | 6                      | —                      | —                      | 48                     | —                      | 67                     | —                      | —                      | 46                     | | Pink Friday 2                                 |
| "Everybody" (feat. Lil Uzi Vert)                                                        | 2024 | 24                     | 5                      | 3                      | —                      | 46                     | —                      | 30                     | —                      | —                      | 26                     | | Pink Friday 2                                 |
| "FTCU"                                                                                  | 2024 | 15                     | 6                      | 5                      | 58                     | 23                     | —                      | 44                     | 26                     | —                      | 40                     | - RIAA: Platinum                                                                                                | Pink Friday 2                                 |
| "Big Foot"                                                                              | 2024 | 23                     | 10                     | 8                      | —                      | 62                     | —                      | —                      | —                      | —                      | 56                     | | Singl bez alb                                 |
| "AGATS2 (Insecure)" (s Juice Wrld)                                                      | 2024 | 68                     | 16                     | 11                     | —                      | 100                    | —                      | —                      | —                      | —                      | 89                     | | The Party Never Ends                          |
| "—" značí, že se nahrávka neumístila v hitparádách nebo v tomto území ani nebyla vydána |      |                        |                        |                        |                        |                        |                        |                        |                        |                        |                        | |                                               |

### Jako vedlejší umělkyně
| Název                                                                                                | Rok  | Umístění v hitparádách | Umístění v hitparádách | Umístění v hitparádách | Umístění v hitparádách | Umístění v hitparádách | Umístění v hitparádách | Umístění v hitparádách | Umístění v hitparádách | Umístění v hitparádách | Umístění v hitparádách | Certifikace | Album                                              |
| Název                                                                                                | Rok  | US                     | US R&B/ HH             | US Rap                 | AUS                    | CAN                    | FRA                    | IRL                    | NZ                     | SWE                    | UK                     | Certifikace | Album                                              |
| --- | ---- | ---------------------- | ---------------------- | ---------------------- | ---------------------- | ---------------------- | ---------------------- | ---------------------- | ---------------------- | ---------------------- | ---------------------- | --- | -------------------------------------------------- |
| "Up Out My Face" (Mariah Carey feat. Nicki Minaj)                                                    | 2010 | 100                    | 39                     | —                      | —                      | —                      | —                      | —                      | —                      | —                      | —                      | | Memoirs of an Imperfect Angel                      |
| "Knockout" (Lil Wayne feat. Nicki Minaj)                                                             | 2010 | 44                     | —                      | —                      | —                      | —                      | —                      | —                      | —                      | —                      | —                      | - RIAA: Platinum | Rebirth                                            |
| "My Chick Bad" (Ludacris feat. Nicki Minaj)                                                          | 2010 | 11                     | 2                      | 2                      | —                      | —                      | —                      | —                      | —                      | —                      | —                      | - RIAA: 3× Platinum | Battle of the Sexes                                |
| "Lil Freak" (Usher feat. Nicki Minaj)                                                                | 2010 | 40                     | 8                      | —                      | —                      | —                      | —                      | —                      | —                      | —                      | 109                    | - RIAA: Platinum | Raymond v. Raymond                                 |
| "Get It All" (Sean Garrett feat. Nicki Minaj)                                                        | 2010 | —                      | 83                     | —                      | —                      | —                      | —                      | —                      | —                      | —                      | —                      | | The Inkwell                                        |
| "Woohoo" (Christina Aguilera feat. Nicki Minaj)                                                      | 2010 | 79                     | —                      | —                      | —                      | 46                     | —                      | —                      | —                      | —                      | 148                    | | Bionic                                             |
| "Bottoms Up" (Trey Songz feat. Nicki Minaj)                                                          | 2010 | 6                      | 2                      | —                      | 74                     | 34                     | —                      | —                      | —                      | —                      | 71                     | - RIAA: 4× Platinum - BPI: Silver                                                                                              | Passion, Pain & Pleasure                           |
| "2012 (It Ain't the End)" (Jay Sean feat. Nicki Minaj)                                               | 2010 | 31                     | —                      | —                      | 40                     | 23                     | —                      | 44                     | 9                      | —                      | 9                      | - RIAA: Gold - RMNZ: Gold | Hit the Lights                                     |
| "Letting Go (Dutty Love)" (Sean Kingston feat. Nicki Minaj)                                          | 2010 | 36                     | 51                     | —                      | 73                     | 35                     | —                      | —                      | 23                     | —                      | —                      | - RIAA: Platinum | Singl bez alb                                      |
| "Monster" (Kanye West feat. Jay-Z, Rick Ross, Bon Iver a Nicki Minaj)                                | 2010 | 18                     | 30                     | 15                     | 91                     | 43                     | —                      | —                      | —                      | —                      | 146                    | - RIAA: 3× Platinum - BPI: Gold                                                                                                | My Beautiful Dark Twisted Fantasy                  |
| "I Ain't Thru" (Keyshia Cole feat. Nicki Minaj)                                                      | 2010 | —                      | 54                     | —                      | —                      | —                      | —                      | —                      | —                      | —                      | —                      | | Calling All Hearts                                 |
| "Raining Men" (Rihanna feat. Nicki Minaj)                                                            | 2010 | —                      | 48                     | —                      | —                      | —                      | —                      | —                      | —                      | —                      | 142                    | | Loud                                               |
| "The Creep" (The Lonely Island feat. Nicki Minaj)                                                    | 2011 | 82                     | —                      | —                      | —                      | 90                     | —                      | —                      | —                      | —                      | —                      | | Turtleneck & Chain                                 |
| "Where Them Girls At" (David Guetta feat. Flo Rida a Nicki Minaj)                                    | 2011 | 14                     | —                      | 24                     | 6                      | 3                      | 4                      | 5                      | 6                      | 7                      | 3                      | - RIAA: Platinum - ARIA: 2× Platinum - BPI: Platinum - GLF: Gold - RMNZ: Gold                                                  | Nothing but the Beat                               |
| "Y.U. Mad" (Birdman feat. Nicki Minaj a Lil Wayne)                                                   | 2011 | 68                     | 46                     | 25                     | —                      | —                      | —                      | —                      | —                      | —                      | —                      | | Singly bez alb                                     |
| "You the Boss" (Rick Ross feat. Nicki Minaj)                                                         | 2011 | 62                     | 5                      | 10                     | —                      | —                      | —                      | —                      | —                      | —                      | —                      | - RIAA: Gold | Singly bez alb                                     |
| "Fireball" (Willow feat. Nicki Minaj)                                                                | 2011 | —                      | —                      | —                      | —                      | —                      | —                      | —                      | —                      | —                      | —                      | | Singly bez alb                                     |
| "Make Me Proud" (Drake featuring Nicki Minaj)                                                        | 2011 | 9                      | 1                      | 1                      | 95                     | 25                     | —                      | —                      | —                      | —                      | 49                     | - RIAA: Platinum - ARIA: Platinum - BPI: Silver                                                                                | Take Care                                          |
| "Dance (A$$)" (Remix) (Big Sean feat. Nicki Minaj)                                                   | 2011 | 10                     | 3                      | 2                      | —                      | 69                     | —                      | —                      | —                      | —                      | —                      | - RIAA: 5x Platinum | Finally Famous                                     |
| "Turn Me On" (David Guetta feat. Nicki Minaj)                                                        | 2011 | 4                      | 92                     | —                      | 3                      | 3                      | 10                     | 4                      | 2                      | 29                     | 8                      | - RIAA: 2× Platinum - ARIA: 3× Platinum - BPI: Platinum - MC: 3× Platinum - RMNZ: Platinum                                     | Nothing but the Beat a Pink Friday: Roman Reloaded |
| "Give Me All Your Luvin'" (Madonna feat. Nicki Minaj a M.I.A.)                                       | 2012 | 10                     | —                      | —                      | 25                     | 1                      | 3                      | 11                     | 29                     | 60                     | 37                     | - RIAA: Gold | MDNA                                               |
| "Take It to the Head" (DJ Khaled feat. Chris Brown, Rick Ross, Nicki Minaj and Lil Wayne)            | 2012 | 58                     | 6                      | 6                      | —                      | —                      | —                      | —                      | —                      | —                      | 102                    | - RIAA: Gold | Kiss the Ring                                      |
| "Get Low" (Waka Flocka Flame feat. Nicki Minaj, Tyga a Flo Rida)                                     | 2012 | 72                     | 67                     | 22                     | —                      | 58                     | —                      | —                      | —                      | —                      | —                      | | Triple F Life: Friends, Fans & Family              |
| "Girl on Fire" (Inferno Version) (Alicia Keys feat. Nicki Minaj)                                     | 2012 | 11                     | 2                      | —                      | 12                     | 6                      | 5                      | 11                     | 7                      | 29                     | 5                      | - ARIA: 5× Platinum - RMNZ: Platinum                                                                                           | Girl on Fire                                       |
| "Out of My Mind" (B.o.B feat. Nicki Minaj)                                                           | 2012 | —                      | —                      | —                      | —                      | —                      | —                      | —                      | —                      | —                      | 166                    | - RIAA: Gold | Strange Clouds                                     |
| "Beauty and a Beat" (Justin Bieber feat. Nicki Minaj)                                                | 2012 | 5                      | —                      | —                      | 9                      | 4                      | 28                     | 20                     | 6                      | 23                     | 16                     | - RIAA: 4× Platinum - ARIA: 7× Platinum - BPI: Platinum - MC: 3× Platinum - RMNZ: Platinum                                     | Believe                                            |
| "Freaks" (French Montana feat. Nicki Minaj)                                                          | 2013 | 77                     | 25                     | 18                     | —                      | —                      | 140                    | —                      | —                      | —                      | 161                    | - RIAA: Gold | Excuse My French                                   |
| "Tapout" (Rich Gang feat. Lil Wayne, Birdman, Mack Maine, Nicki Minaj and Future)                    | 2013 | 44                     | 10                     | 8                      | —                      | —                      | 134                    | —                      | —                      | —                      | —                      | - RIAA: Gold | Rich Gang                                          |
| "Tonight I'm Getting Over You" (Remix) (Carly Rae Jepsen feat. Nicki Minaj)                          | 2013 | 90                     | —                      | —                      | 38                     | 88                     | 82                     | 32                     | 40                     | —                      | 33                     | | Singly bez alb                                     |
| "Somebody Else" (Mario feat. Nicki Minaj)                                                            | 2013 | —                      | 36                     | —                      | —                      | —                      | —                      | —                      | —                      | —                      | —                      | | Singly bez alb                                     |
| "I'm Out" (Ciara feat. Nicki Minaj)                                                                  | 2013 | 44                     | 13                     | —                      | 41                     | 86                     | 159                    | —                      | —                      | —                      | 54                     | - RIAA: Gold | Ciara                                              |
| "Twerk It" (Busta Rhymes feat. Nicki Minaj)                                                          | 2013 | —                      | —                      | —                      | —                      | —                      | —                      | —                      | —                      | —                      | —                      | | Singl bez alb                                      |
| "Get Like Me" (Nelly feat. Nicki Minaj a Pharrell)                                                   | 2013 | —                      | 36                     | —                      | —                      | —                      | —                      | 96                     | —                      | —                      | 19                     | | M.O.                                               |
| "Love More" (Chris Brown feat. Nicki Minaj)                                                          | 2013 | 23                     | 7                      | —                      | 29                     | —                      | 118                    | —                      | —                      | —                      | 32                     | - RIAA: 2× Platinum - ARIA: Platinum - BPI: Silver                                                                             | X                                                  |
| "I Wanna Be with You" (DJ Khaled feat. Nicki Minaj, Future a Rick Ross)                              | 2013 | —                      | 30                     | 22                     | —                      | —                      | —                      | —                      | —                      | —                      | —                      | | Suffering from Success                             |
| "Clappers" (Wale feat. Nicki Minaj a Juicy J)                                                        | 2013 | —                      | 37                     | —                      | —                      | —                      | —                      | —                      | —                      | —                      | —                      | | The Gifted                                         |
| "Lookin Ass" (Young Money feat. Nicki Minaj)                                                         | 2014 | —                      | 28                     | 16                     | —                      | —                      | —                      | —                      | —                      | —                      | —                      | | Rise of an Empire                                  |
| "She Came to Give It to You" (Usher feat. Nicki Minaj)                                               | 2014 | 89                     | 27                     | —                      | 32                     | 56                     | 38                     | 76                     | —                      | —                      | 16                     | - ARIA: Platinum | Hard II Love                                       |
| "No Love" (Remix) (August Alsina feat. Nicki Minaj)                                                  | 2014 | 69                     | —                      | —                      | —                      | —                      | —                      | —                      | —                      | —                      | —                      | | Testimony                                          |
| "Low" (Juicy J feat. Nicki Minaj, Lil Bibby a Young Thug)                                            | 2014 | —                      | 46                     | —                      | —                      | —                      | —                      | —                      | —                      | —                      | —                      | | Singl bez alb                                      |
| "Flawless" (Remix) (Beyoncé feat. Nicki Minaj)                                                       | 2014 | 41                     | 12                     | —                      | —                      | 88                     | 83                     | 77                     | —                      | —                      | 65                     | - BPI: Silver | Beyoncé: Platinum Edition                          |
| "Touchin, Lovin" (Trey Songz feat. Nicki Minaj)                                                      | 2014 | 43                     | 12                     | —                      | 88                     | —                      | —                      | —                      | —                      | —                      | 79                     | - RIAA: Platinum - BPI: Silver                                                                                                 | Trigga                                             |
| "Throw Sum Mo" (Rae Sremmurd feat. Nicki Minaj a Young Thug)                                         | 2014 | 30                     | 12                     | 6                      | —                      | —                      | —                      | —                      | —                      | —                      | —                      | - RIAA: 3× Platinum | SremmLife                                          |
| "Hey Mama" (David Guetta feat. Nicki Minaj, Bebe Rexha a Afrojack)                                   | 2015 | 8                      | —                      | —                      | 5                      | 9                      | 6                      | 5                      | 5                      | 6                      | 9                      | - RIAA: 4× Platinum - ARIA: 2× Platinum - BPI: Platinum - GLF: 2× Platinum - MC: 3× Platinum - RMNZ: Platinum                  | Listen                                             |
| "Bitch I'm Madonna" (Madonna feat. Nicki Minaj)                                                      | 2015 | 84                     | —                      | —                      | —                      | 58                     | 90                     | —                      | —                      | —                      | —                      | | Rebel Heart                                        |
| "All Eyes on You" (Meek Mill feat. Chris Brown a Nicki Minaj)                                        | 2015 | 21                     | 8                      | 5                      | 51                     | 40                     | 186                    | 76                     | —                      | 89                     | 55                     | - RIAA: 2× Platinum - BPI: Gold                                                                                                | Dreams Worth More Than Money                       |
| "Back Together" (Robin Thicke feat. Nicki Minaj)                                                     | 2015 | —                      | 41                     | —                      | —                      | —                      | 144                    | —                      | —                      | —                      | —                      | | Singl bez alb                                      |
| "Down in the DM" (Remix) (Yo Gotti feat. Nicki Minaj)                                                | 2016 | 13                     | 3                      | 2                      | —                      | 59                     | —                      | —                      | —                      | —                      | —                      | | The Art of Hustle                                  |
| "No Broken Hearts" (Bebe Rexha feat. Nicki Minaj)                                                    | 2016 | —                      | —                      | —                      | —                      | 97                     | —                      | —                      | —                      | —                      | —                      | | Singl bez alb                                      |
| "Don't Hurt Me" (DJ Mustard feat. Nicki Minaj a Jeremih)                                             | 2016 | —                      | —                      | —                      | 20                     | —                      | —                      | —                      | —                      | —                      | —                      | - RIAA: Gold - ARIA: Gold | Cold Summer                                        |
| "Do You Mind" (DJ Khaled feat. Nicki Minaj, Chris Brown, August Alsina, Jeremih, Future a Rick Ross) | 2016 | 27                     | 9                      | 7                      | 65                     | 93                     | 162                    | —                      | —                      | —                      | —                      | - RIAA: 3× Platinum - ARIA: 2× Platinum                                                                                        | Major Key                                          |
| "Side to Side" (Ariana Grande feat. Nicki Minaj)                                                     | 2016 | 4                      | —                      | —                      | 3                      | 4                      | 66                     | 5                      | 2                      | 13                     | 4                      | - RIAA: 6× Platinum - ARIA: 7× Platinum - BPI: 2× Platinum - GLF: Platinum - MC: 5× Platinum - RMNZ: Platinum - SNEP: Platinum | Dangerous Woman                                    |
| "Run Up" (Major Lazer feat. PartyNextDoor a Nicki Minaj)                                             | 2017 | 66                     | 26                     | —                      | 27                     | 20                     | 16                     | 25                     | 14                     | 23                     | 20                     | - ARIA: Gold - BPI: Platinum - RMNZ: Gold - SNEP: Platinum                                                                     | Major Lazer Essentials                             |
| "Swalla" (Jason Derulo feat. Nicki Minaj a Ty Dolla Sign)                                            | 2017 | 29                     | —                      | —                      | 17                     | 15                     | 6                      | 9                      | 7                      | 8                      | 6                      | - RIAA: 2× Platinum - ARIA: 3× Platinum - BPI: 2× Platinum - MC: 4× Platinum - RMNZ: Platinum - SNEP: Diamond                  | Nu King                                            |
| "Light My Body Up" (David Guetta feat. Nicki Minaj a Lil Wayne)                                      | 2017 | —                      | —                      | —                      | 29                     | 62                     | 92                     | 85                     | —                      | 55                     | 64                     | | Singl bez alb                                      |
| "Kissing Strangers" (DNCE feat. Nicki Minaj)                                                         | 2017 | —                      | —                      | —                      | 96                     | 73                     | —                      | —                      | —                      | —                      | —                      | | DNCE                                               |
| "Swish Swish" (Katy Perry feat. Nicki Minaj)                                                         | 2017 | 46                     | —                      | —                      | 22                     | 13                     | 117                    | 28                     | —                      | 53                     | 19                     | - RIAA: Platinum - ARIA: Platinum - BPI: Platinum - MC: Platinum - SNEP: Gold                                                  | Witness                                            |
| "Rake It Up" (Yo Gotti a Mike Will Made It feat. Nicki Minaj)                                        | 2017 | 8                      | 5                      | 3                      | —                      | 52                     | —                      | —                      | —                      | —                      | —                      | - RIAA: 5× Platinum - MC: Gold                                                                                                 | Gotti Made-It                                      |
| "You da Baddest" (Future feat. Nicki Minaj)                                                          | 2017 | 38                     | 19                     | 14                     | —                      | 53                     | —                      | —                      | —                      | —                      | —                      | - RIAA: Platinum | Hndrxx                                             |
| "You Already Know" (Fergie feat. Nicki Minaj)                                                        | 2017 | —                      | —                      | —                      | 95                     | —                      | —                      | —                      | —                      | —                      | 96                     | | Double Dutchess                                    |
| "The Way Life Goes" (Remix) (Lil Uzi Vert feat. Nicki Minaj)                                         | 2017 | 24                     | 11                     | 11                     | —                      | 44                     | —                      | —                      | —                      | —                      | 87                     | - BPI: Gold | Singl bez alb                                      |
| "Ball for Me" (Post Malone feat. Nicki Minaj)                                                        | 2018 | 16                     | 11                     | 8                      | 14                     | 7                      | —                      | 23                     | —                      | 47                     | 70                     | - RIAA: 3× Platinum - ARIA: 2× Platinum - BPI: Gold - MC: 4× Platinum                                                          | Beerbongs & Bentleys                               |
| "Big Bank" (YG feat. 2 Chainz, Big Sean a Nicki Minaj)                                               | 2018 | 16                     | 13                     | 10                     | —                      | 51                     | —                      | —                      | —                      | —                      | —                      | - RIAA: 5× Platinum - MC: Gold                                                                                                 | Stay Dangerous                                     |
| "Fefe" (6ix9ine feat. Nicki Minaj a Murda Beatz)                                                     | 2018 | 3                      | 3                      | 3                      | 8                      | 3                      | 16                     | 21                     | 3                      | 6                      | 17                     | - RIAA: 8× Platinum - BPI: Gold - GLF: Platinum - MC: Platinum - RMNZ: Gold - SNEP: Gold                                       | Dummy Boy a Queen                                  |
| "Goodbye" (Jason Derulo a David Guetta feat. Nicki Minaj a Willy William)                            | 2018 | —                      | —                      | —                      | 33                     | 68                     | —                      | 21                     | —                      | 16                     | 26                     | - RIAA: Gold - ARIA: Gold - BPI: Silver - SNEP: Gold                                                                           | 7                                                  |
| "Idol" (BTS feat. Nicki Minaj)                                                                       | 2018 | 11                     | —                      | —                      | —                      | 5                      | 103                    | —                      | —                      | —                      | —                      | | Love Yourself: Answer                              |
| "Woman Like Me" (Little Mix feat. Nicki Minaj)                                                       | 2018 | —                      | —                      | —                      | 23                     | 60                     | —                      | 3                      | 23                     | 65                     | 2                      | - ARIA: Platinum - BPI: 2× Platinum - MC: Gold                                                                                 | LM5                                                |
| "Dip" (Tyga feat. Nicki Minaj)                                                                       | 2018 | 63                     | 31                     | —                      | —                      | 51                     | —                      | —                      | —                      | —                      | 62                     | | Legendary                                          |
| "No Candle No Light" (Zayn feat. Nicki Minaj)                                                        | 2018 | —                      | —                      | —                      | 95                     | —                      | —                      | —                      | —                      | —                      | —                      | | Icarus Falls                                       |
| "Dumb Blonde" (Avril Lavigne feat. Nicki Minaj)                                                      | 2019 | —                      | —                      | —                      | —                      | 92                     | —                      | —                      | —                      | —                      | —                      | | Head Above Water                                   |
| "Wobble Up" (Chris Brown feat. Nicki Minaj a G-Eazy)                                                 | 2019 | —                      | 46                     | —                      | —                      | —                      | —                      | —                      | —                      | —                      | —                      | - RIAA: Gold | Indigo                                             |
| "BAPS" (Trina feat. Nicki Minaj)                                                                     | 2019 | —                      | —                      | —                      | —                      | —                      | —                      | —                      | —                      | —                      | —                      | | The One                                            |
| "Hot Girl Summer" (Megan Thee Stallion feat. Nicki Minaj a Ty Dolla Sign)                            | 2019 | 11                     | 7                      | 5                      | 64                     | 38                     | —                      | 51                     | —                      | —                      | 40                     | - RIAA: 2× Platinum - BPI: Silver - MC: 2× Platinum                                                                            | Singl bez alb                                      |
| "Welcome to the Party" (Remix) (Pop Smoke feat. Nicki Minaj)                                         | 2019 | —                      | 48                     | —                      | —                      | —                      | —                      | —                      | —                      | —                      | —                      | | Meet the Woo (Deluxe)                              |
| "Ya Lil" (Ramage feat. Nicki Minaj)                                                                  | 2019 | —                      | —                      | —                      | —                      | —                      | —                      | —                      | —                      | —                      | —                      | | Al Anesa Farah – Music from the Original TV Series |
| "Nice to Meet Ya" (Meghan Trainor feat. Nicki Minaj)                                                 | 2020 | 89                     | —                      | —                      | —                      | —                      | —                      | 88                     | —                      | —                      | 88                     | | Treat Myself                                       |
| "Say So" (Remix) (Doja Cat feat. Nicki Minaj)                                                        | 2020 | 1                      | 1                      | —                      | —                      | 3                      | —                      | —                      | —                      | —                      | —                      | | Hot Pink (Deluxe)                                  |
| "Move Ya Hips" (ASAP Ferg feat. Nicki Minaj a MadeinTYO)                                             | 2020 | 19                     | 8                      | 6                      | —                      | 73                     | —                      | —                      | —                      | —                      | —                      | | Floor Seats II                                     |
| "Expensive" (Ty Dolla Sign feat. Nicki Minaj)                                                        | 2020 | 83                     | 27                     | —                      | —                      | —                      | —                      | —                      | —                      | —                      | —                      | | Featuring Ty Dolla Sign                            |
| "Oh My Gawd" (Mr Eazi a Major Lazer feat. Nicki Minaj a K4mo)                                        | 2020 | —                      | —                      | —                      | —                      | —                      | —                      | —                      | —                      | —                      | —                      | | Music Is the Weapon                                |
| "Whole Lotta Choppas" (Remix) (Sada Baby feat. Nicki Minaj)                                          | 2020 | 35                     | 12                     | 11                     | —                      | 91                     | —                      | —                      | —                      | —                      | —                      | | Singl bez alb                                      |
| "Whole Lotta Money" (Remix) (Bia feat. Nicki Minaj)                                                  | 2021 | 16                     | 6                      | 4                      | —                      | 42                     | —                      | —                      | —                      | —                      | —                      | | For Certain (Deluxe)                               |
| "Boyz" (Jesy Nelson feat. Nicki Minaj)                                                               | 2021 | ―                      | ―                      | ―                      | —                      | ―                      | —                      | 16                     | —                      | —                      | 4                      | | Singl bez alb                                      |
| "WTF" (YoungBoy Never Broke Again feat. Nicki Minaj)                                                 | 2023 | 99                     | 32                     | 23                     | —                      | —                      | —                      | —                      | —                      | —                      | —                      | | Don't Try This at Home                             |
| "Pound Town 2" (Sexyy Red feat. Nicki Minaj a Tay Keith)                                             | 2023 | 66                     | 21                     | 14                     | —                      | —                      | —                      | —                      | —                      | —                      | —                      | | Hood Hottest Princess                              |
| "Endless Fashion" (Lil Uzi Vert feat. Nicki Minaj)                                                   | 2023 | 20                     | 9                      | 5                      | —                      | 39                     | —                      | —                      | —                      | —                      | 75                     | | Pink Tape                                          |
| "—" značí, že se nahrávka neumístila v hitparádách nebo v tomto území ani nebyla vydána              |      |                        |                        |                        |                        |                        |                        |                        |                        |                        |                        | |                                                    |

## Promo singly
| "5 Star" (Remix) (Yo Gotti feat. Gucci Mane, Trina a Nicki Minaj)                                                                          | 2009 | —  | —  | —  | —  | —  | —   |                               | Live from the Kitchen       |
| "All I Do Is Win" (Remix) (DJ Khaled feat. T-Pain, Diddy, Nicki Minaj, Rick Ross, Busta Rhymes, Fabolous, Jadakiss, Fat Joe a Swizz Beatz) | 2010 | —  | —  | —  | —  | —  | —   |                               | Promo singly bez alb        |
| "Hello Good Morning" (Remix) (Diddy – Dirty Money feat. Nicki Minaj a Rick Ross)                                                           | 2010 | —  | —  | —  | —  | —  | —   |                               | Promo singly bez alb        |
| "Roman's Revenge" (feat. Eminem) | 2010 | 56 | 85 | 23 | —  | —  | 125 | - ARIA: Gold                  | Pink Friday                 |
| "Till the World Ends" (The Femme Fatale Remix) (Britney Spears feat. Nicki Minaj a Kesha)                                                  | 2011 | 3  | —  | —  | —  | 4  | —   |                               | Promo singly bez alb        |
| "Roman in Moscow" | 2011 | 64 | —  | —  | —  | 88 | 84  |                               | Promo singly bez alb        |
| "Stupid Hoe" | 2011 | 59 | 53 | —  | —  | 87 | 63  | - RIAA: Platinum - ARIA: Gold | Pink Friday: Roman Reloaded |
| "Roman Reloaded" (feat. Lil Wayne) | 2012 | 70 | 57 | —  | —  | —  | 143 |                               | Pink Friday: Roman Reloaded |
| "Born Stunna" (Remix) (Birdman feat. Rick Ross, Nicki Minaj a Lil Wayne)                                                                   | 2012 | —  | —  | —  | —  | —  | —   |                               | Bigga Than Life             |
| "Senile" (Young Money feat. Tyga, Nicki Minaj a Lil Wayne)                                                                                 | 2014 | —  | 50 | —  | —  | —  | —   |                               | Rise of an Empire           |
| "All Things Go" | 2014 | —  | 38 | —  | —  | —  | —   |                               | The Pinkprint               |
| "Trini Dem Girls" (feat. LunchMoney Lewis)                                                                                                 | 2015 | —  | —  | —  | —  | —  | —   |                               | The Pinkprint               |
| "Black Barbies" (s Mike Will Made It) | 2016 | 65 | 30 | 20 | 47 | 78 | —   | - ARIA: Gold                  | Promo singl bez alb         |
| "Anybody" (Young Thug feat. Nicki Minaj)                                                                                                   | 2018 | 89 | 43 | —  | —  | —  | —   | - RIAA: Gold                  | Hear No Evil                |
| "Rich Sex" (feat. Lil Wayne) | 2018 | 56 | 24 | 22 | —  | 86 | —   | - ARIA: Gold                  | Queen                       |
| "The Light Is Coming" (Ariana Grande feat. Nicki Minaj)                                                                                    | 2018 | 89 | —  | —  | 60 | 63 | 57  | - ARIA: Gold                  | Sweetener                   |
| "Fendi" (PnB Rock feat. Nicki Minaj a Murda Beatz)                                                                                         | 2019 | —  | —  | —  | —  | —  | —   |                               | Promo singly bez alb        |
| "Yikes" | 2020 | 23 | 13 | 8  | —  | 54 | 69  | - RIAA: Platinum - ARIA: Gold | Promo singly bez alb        |
| "Likkle Miss" (Remix) (se Skeng) | 2022 | —  | —  | —  | —  | —  | —   |                               | Queen Radio: Volume 1       |
| "For All the Barbz" (featuring Drake a Chief Keef)                                                                                         | 2023 | —  | —  | —  | —  | —  | —   |                               | Promo singl bez alb         |
| "—" značí, že se nahrávka neumístila v hitparádách nebo v tomto území ani nebyla vydána                                                    |      |    |    |    |    |    |     |                               |                             |

## Další umístěné písně
| "I Get Crazy" (feat. Lil Wayne)                                                         | 2009 | —   | 37 | 20 | —  | —   | —   | —  | —   | —  | —   |                                                     | Beam Me Up Scotty                       |
| "Itty Bitty Piggy"                                                                      | 2009 | 82  | 41 | —  | —  | —   | —   | 40 | —   | —  | —   |                                                     | Beam Me Up Scotty                       |
| "Sex in Crazy Places" (Gucci Mane feat. Bobby V, Nicki Minaj a Trina)                   | 2009 | —   | —  | —  | —  | —   | —   | —  | —   | —  | —   |                                                     | The State vs. Radric Davis              |
| "Shakin' It 4 Daddy" (Robin Thicke feat. Nicki Minaj)                                   | 2009 | —   | —  | —  | —  | —   | —   | —  | —   | —  | —   |                                                     | Sex Therapy                             |
| "Girlfriend"                                                                            | 2010 | —   | —  | —  | —  | —   | —   | —  | —   | —  | —   |                                                     | žádné                                   |
| "Up All Night" (Drake featuring Nicki Minaj)                                            | 2010 | 49  | 59 | 20 | —  | 80  | —   | —  | —   | —  | —   | - RIAA: Platinum - ARIA: Gold                       | Thank Me Later                          |
| "What's Wrong with Them" (Lil Wayne feat. Nicki Minaj)                                  | 2010 | 42  | —  | —  | —  | 45  | —   | —  | 83  | —  | —   |                                                     | I Am Not a Human Being                  |
| "Haterade" (Gucci Mane feat. Pharrell a Nicki Minaj)                                    | 2010 | —   | —  | —  | —  | —   | —   | —  | —   | —  | —   |                                                     | The Appeal: Georgia's Most Wanted       |
| "Blazin'" (feat. Kanye West)                                                            | 2010 | —   | —  | —  | —  | —   | —   | —  | —   | —  | —   |                                                     | Pink Friday                             |
| "Bought the Bar" (DJ Webstar feat. Nicki Minaj)                                         | 2011 | —   | —  | —  | —  | —   | —   | —  | —   | —  | —   |                                                     | žádné                                   |
| "Feel Inside" (Mary J. Blige feat. Nicki Minaj)                                         | 2011 | —   | —  | —  | —  | —   | —   | —  | —   | —  | —   |                                                     | žádné                                   |
| "Muthafucka Up" (Tyga feat. Nicki Minaj)                                                | 2012 | 74  | —  | —  | —  | —   | —   | —  | —   | —  | —   |                                                     | Careless World: Rise of the Last King   |
| "Roman Holiday"                                                                         | 2012 | —   | —  | —  | —  | —   | —   | —  | —   | —  | —   |                                                     | Pink Friday: Roman Reloaded             |
| "I Am Your Leader" (feat. Cam'ron a Rick Ross)                                          | 2012 | —   | 71 | —  | —  | —   | —   | —  | —   | —  | —   |                                                     | Pink Friday: Roman Reloaded             |
| "Whip It"                                                                               | 2012 | —   | —  | —  | 63 | 85  | —   | —  | 98  | 26 | —   |                                                     | Pink Friday: Roman Reloaded             |
| "Marilyn Monroe"                                                                        | 2012 | —   | —  | —  | —  | —   | —   | —  | 121 | —  | —   |                                                     | Pink Friday: Roman Reloaded             |
| "Masquerade"                                                                            | 2012 | —   | —  | —  | —  | —   | 89  | —  | —   | —  | —   |                                                     | Pink Friday: Roman Reloaded             |
| "Up in Flames"                                                                          | 2012 | —   | —  | —  | —  | —   | —   | —  | 134 | 25 | —   |                                                     | Pink Friday: Roman Reloaded – The Re-Up |
| "Hell Yeah" (feat. Parker)                                                              | 2012 | —   | —  | —  | —  | —   | —   | —  | 122 | 22 | —   |                                                     | Pink Friday: Roman Reloaded – The Re-Up |
| "I'm Legit" (feat. Ciara)                                                               | 2012 | —   | 40 | —  | —  | —   | —   | —  | 97  | 14 | —   |                                                     | Pink Friday: Roman Reloaded – The Re-Up |
| "I Endorse These Strippers" (feat. Tyga a Brinx)                                        | 2012 | —   | —  | —  | —  | —   | —   | —  | 143 | 28 | —   |                                                     | Pink Friday: Roman Reloaded – The Re-Up |
| "I Luv Dem Strippers" (2 Chainz feat. Nicki Minaj)                                      | 2012 | —   | 41 | —  | —  | —   | —   | —  | —   | —  | —   | - RIAA: Gold                                        | Based on a T.R.U. Story                 |
| "Lay It Down" (Lil Wayne featuring Nicki Minaj and Cory Gunz)                           | 2013 | —   | —  | —  | —  | —   | —   | —  | —   | —  | —   |                                                     | I Am Not a Human Being II               |
| "I Lied"                                                                                | 2014 | —   | 37 | —  | —  | —   | —   | —  | —   | 39 | —   |                                                     | The Pinkprint                           |
| "The Crying Game" (feat. Jessie Ware)                                                   | 2014 | —   | 39 | —  | —  | —   | —   | —  | —   | —  | —   |                                                     | The Pinkprint                           |
| "Get On Your Knees" (feat. Ariana Grande)                                               | 2014 | 88  | 26 | 18 | 80 | 98  | 181 | —  | 86  | 7  | —   |                                                     | The Pinkprint                           |
| "Feeling Myself" (feat. Beyoncé)                                                        | 2014 | 39  | 11 | 6  | 52 | 67  | 53  | —  | 64  | 12 | —   | - RIAA: 2× Platinum - ARIA: 2× Platinum - BPI: Gold | The Pinkprint                           |
| "Want Some More"                                                                        | 2014 | —   | —  | —  | —  | —   | —   | —  | —   | —  | —   |                                                     | The Pinkprint                           |
| "Four Door Aventador"                                                                   | 2014 | —   | —  | —  | —  | —   | —   | —  | —   | —  | —   |                                                     | The Pinkprint                           |
| "Favorite" (feat. Jeremih)                                                              | 2014 | —   | 44 | —  | —  | —   | —   | —  | —   | —  | —   |                                                     | The Pinkprint                           |
| "Buy a Heart" (feat. Meek Mill)                                                         | 2014 | —   | 48 | —  | —  | —   | —   | —  | —   | —  | —   |                                                     | The Pinkprint                           |
| "Grand Piano"                                                                           | 2014 | —   | —  | —  | —  | —   | —   | —  | —   | —  | —   |                                                     | The Pinkprint                           |
| "Big Daddy" (feat. Meek Mill)                                                           | 2014 | —   | —  | —  | —  | —   | —   | —  | —   | —  | —   |                                                     | The Pinkprint                           |
| "Shanghai"                                                                              | 2014 | —   | —  | —  | —  | —   | —   | —  | —   | —  | —   |                                                     | The Pinkprint                           |
| "Bad for You" (Meek Mill feat. Nicki Minaj)                                             | 2015 | 78  | 23 | 19 | —  | —   | —   | —  | —   | —  | —   | - RIAA: Gold                                        | Dreams Worth More Than Money            |
| "Froze" (Meek Mill feat. Lil Uzi Vert a Nicki Minaj)                                    | 2016 | 68  | 28 | 21 | —  | —   | —   | —  | —   | —  | —   |                                                     | DC4                                     |
| "Bom Bidi Bom" (s Nick Jonas)                                                           | 2017 | 54  | —  | —  | —  | 69  | 58  | —  | 87  | —  | —   |                                                     | Padesát odstínů temnoty                 |
| "Krippy Kush" (Remix) (s Farruko, Bad Bunny, 21 Savage a Rvssian)                       | 2017 | 75  | —  | —  | —  | —   | —   | —  | —   | —  | —   |                                                     | žádné                                   |
| "Plain Jane" (Remix) (ASAP Ferg feat. Nicki Minaj)                                      | 2017 | 26  | 13 | 12 | —  | —   | —   | —  | —   | —  | —   |                                                     | žádné                                   |
| "Poke It Out" (s Playboi Carti)                                                         | 2018 | —   | —  | —  | —  | —   | —   | —  | —   | —  | —   |                                                     | Die Lit                                 |
| "Ganja Burn"                                                                            | 2018 | 60  | 27 | 25 | —  | 47  | —   | 13 | —   | —  | —   |                                                     | Queen                                   |
| "Majesty" (s Labrinth feat. Eminem)                                                     | 2018 | 58  | 25 | 23 | 60 | 44  | —   | 6  | 41  | —  | —   | - ARIA: Gold                                        | Queen                                   |
| "Hard White"                                                                            | 2018 | —   | —  | —  | —  | —   | —   | —  | —   | —  |     |                                                     | Queen                                   |
| "Thought I Knew You" (feat. The Weeknd)                                                 | 2018 | 98  | 49 | —  | —  | 69  | —   | 19 | —   | —  | —   |                                                     | Queen                                   |
| "Chun Swae" (feat. Swae Lee)                                                            | 2018 | —   | —  | —  | —  | —   | —   | —  | —   | —  | —   |                                                     | Queen                                   |
| "LLC"                                                                                   | 2018 | —   | —  | —  | —  | —   | —   | —  | —   | —  | —   |                                                     | Queen                                   |
| "Dark Side of the Moon" (Lil Wayne feat. Nicki Minaj)                                   | 2018 | 26  | 19 | —  | —  | 55  | —   | —  | —   | —  | —   |                                                     | Tha Carter V                            |
| "Mama" (6ix9ine feat. Nicki Minaj a Kanye West)                                         | 2018 | 43  | 18 | 17 | 22 | 16  | —   | —  | 29  | —  | —   | - RIAA: Gold                                        | Dummy Boy                               |
| "Familia" (s Anuel AA feat. Bantu)                                                      | 2018 | —   | —  | —  | —  | —   | —   | 13 | —   | —  | —   |                                                     | Spider-Man: Paralelní světy             |
| "iPhone" (s DaBaby)                                                                     | 2019 | 43  | 22 | —  | —  | —   | —   | —  | —   | —  | —   |                                                     | Kirk                                    |
| "Bad to You" (s Ariana Grande a Normani)                                                | 2019 | —   | —  | —  | 63 | 82  | —   | —  | 51  | —  | —   |                                                     | Charlieho andílci                       |
| "Seeing Green" (s Drake a Lil Wayne)                                                    | 2021 | 12  | 8  | 6  | —  | 27  | —   | 7  | 42  | —  | —   |                                                     | Beam Me Up Scotty                       |
| "Fractions"                                                                             | 2021 | 52  | 29 | —  | —  | —   | —   | 24 | —   | —  | —   |                                                     | Beam Me Up Scotty                       |
| "Crocodile Teeth" (se Skillibeng)                                                       | 2021 | 100 | —  | —  | —  | —   | —   | —  | —   | —  | —   |                                                     | Beam Me Up Scotty                       |
| "Chi-Raq" (s G Herbo)                                                                   | 2021 | —   | —  | —  | —  | —   | —   | —  | —   | —  | —   |                                                     | Beam Me Up Scotty                       |
| "Boss Ass Bitch" (s PTAF)                                                               | 2021 | —   | —  | —  | —  | —   | —   | —  | —   | —  | —   |                                                     | Beam Me Up Scotty                       |
| "For the Love of New York" (s Polo G)                                                   | 2021 | —   | 45 | —  | —  | —   | —   | —  | —   | —  | —   |                                                     | Hall of Fame                            |
| "I Admit" (YoungBoy Never Broke Again feat. Nicki Minaj)                                | 2022 | —   | 42 | —  | —  | —   | —   | —  | —   | —  | —   |                                                     | Ma' I Got a Family                      |
| "Are You Gone Already"                                                                  | 2023 | 60  | —  | —  | —  | 67  | —   | 2  | —   | —  | 90  |                                                     | Pink Friday 2                           |
| "Barbie Dangerous"                                                                      | 2023 | 58  | 13 | 10 | —  | 73  | —   | —  | —   | —  | 110 |                                                     | Pink Friday 2                           |
| "Beep Beep" (sólo nebo feat. 50 Cent)                                                   | 2023 | 64  | 15 | 12 | —  | 79  | —   | 28 | —   | —  | 115 |                                                     | Pink Friday 2                           |
| "Fallin 4 U"                                                                            | 2023 | 74  | 21 | 17 | —  | 100 | —   | —  | —   | —  | 156 |                                                     | Pink Friday 2                           |
| "Let Me Calm Down" (feat. J. Cole)                                                      | 2023 | 63  | 14 | 11 | —  | 68  | —   | —  | —   | —  | 121 |                                                     | Pink Friday 2                           |
| "RNB" (feat. Lil Wayne a Tate Kobang)                                                   | 2023 | 80  | 22 | 18 | —  | —   | —   | —  | —   | —  | —   |                                                     | Pink Friday 2                           |
| "Pink Birthday"                                                                         | 2023 | 89  | 26 | 24 | —  | —   | —   | —  | —   | —  | —   |                                                     | Pink Friday 2                           |
| "Needle" (feat. Drake)                                                                  | 2023 | 34  | 7  | —  | —  | 32  | —   | 6  | 58  | —  | 43  |                                                     | Pink Friday 2                           |
| "Cowgirl" (feat. Lourdiz)                                                               | 2023 | 87  | —  | 23 | —  | —   | —   | —  | —   | —  | —   |                                                     | Pink Friday 2                           |
| "Big Difference"                                                                        | 2023 | 73  | 20 | 16 | —  | 91  | —   | —  | —   | —  | 136 |                                                     | Pink Friday 2                           |
| "Forward from Trini" (feat. Skillibeng a Skeng)                                         | 2023 | —   | —  | —  | —  | —   | —   | —  | —   | —  | —   |                                                     | Pink Friday 2                           |
| "Pink Friday Girls"                                                                     | 2023 | 82  | —  | 20 | —  | 69  | —   | 20 | 30  | —  | 181 |                                                     | Pink Friday 2                           |
| "Bahm Bahm"                                                                             | 2023 | 95  | 27 | 25 | —  | —   | —   | —  | —   | —  | —   |                                                     | Pink Friday 2                           |
| "My Life"                                                                               | 2023 | —   | 34 | —  | —  | —   | —   | —  | —   | —  | —   |                                                     | Pink Friday 2                           |
| "Nicki Hendrix" (feat. Future)                                                          | 2023 | —   | 33 | —  | —  | —   | —   | —  | —   | —  | —   |                                                     | Pink Friday 2                           |
| "Blessings" (feat. Tasha Cobbs Leonard)                                                 | 2023 | —   | —  | —  | —  | —   | —   | —  | —   | —  | —   |                                                     | Pink Friday 2                           |
| "Just the Memories"                                                                     | 2023 | —   | —  | —  | —  | —   | —   | —  | —   | —  | —   |                                                     | Pink Friday 2                           |
| "Love Me Enough" (feat. Keyshia Cole a Monica)                                          | 2023 | —   | —  | —  | —  | —   | —   | —  | —   | —  | —   |                                                     | Pink Friday 2                           |
| "—" značí, že se nahrávka neumístila v hitparádách nebo v tomto území ani nebyla vydána |      |     |    |    |    |     |     |    |     |    |     |                                                     |                                         |

## Spolu umělkyně
| Název                          | Rok  | Další umělec                                                                          | Album                                            |
| ------------------------------ | ---- | ------------------------------------------------------------------------------------- | ------------------------------------------------ |
| "Don't Mess With"              | 2004 | Jim Johnston                                                                          | ThemeAddict: WWE The Music, Vol. 6               |
| "I Might"                      | 2004 | Angel Demar                                                                           | žádné                                            |
| "Who Runs This?"               | 2004 | Angel Demar                                                                           | žádné                                            |
| "Affirmative Action"           | 2006 | Gravy                                                                                 | Mayor Goonberg Visits Africa                     |
| "Can't Stop, Won't Stop"       | 2007 | Lil Wayne                                                                             | Da Drought 3                                     |
| "Monstar Biz"                  | 2007 | Gravy                                                                                 | N.Y. Target                                      |
| "I Just Borrow"                | 2007 | Ru Spits                                                                              | Feature Presentation: Ru Spits                   |
| "Do You Like It"               | 2007 | Ransom                                                                                | The Ransom Note                                  |
| "Not At All"                   | 2007 | Ru Spits                                                                              | Ghetto Entertainer                               |
| "Minaj Et Trois"               | 2008 | SAS                                                                                   | Where Is SAS                                     |
| "*Ucci *Ucci"                  | 2008 | Enur                                                                                  | Raggatronic                                      |
| "Still I Rise"                 | 2008 | Lil Wayne                                                                             | Dedication 3                                     |
| "Big Bidness"                  | 2008 | Ransom                                                                                | Pain & Glory 2                                   |
| "Million Dolla Baby" (Remix)   | 2008 | Max B, Knocka                                                                         | Wavie Crockett                                   |
| "Make It Last Forever" (Remix) | 2008 | Ciara                                                                                 | žádné                                            |
| "Miss Independent" (Remix)     | 2008 | Ne-Yo                                                                                 | žádné                                            |
| "One Night Only" (Remix)       | 2008 | Jason Kay                                                                             | žádné                                            |
| "Pamper Me"                    | 2008 | Angel Demar                                                                           | žádné                                            |
| "Ponytail"                     | 2009 | Mýa                                                                                   | Beauty & the Streets Vol. 1                      |
| "Lookin' at Me"                | 2009 | Pearl Future                                                                          | Play Date                                        |
| "Automatic"                    | 2009 | Teairra Marí                                                                          | Don't Make Me Cause a Scene                      |
| "Grindin' Making Money"        | 2009 | Birdman, Lil' Kim                                                                     | Priceless                                        |
| "Take It Off"                  | 2009 | Lloyd, J. Holiday                                                                     | Like Me: The Young Goldie EP                     |
| "I Bought That"                | 2009 | Yung Ralph, DJ Scream                                                                 | The Juug Man                                     |
| "Where's Wayne"                | 2009 | Lil Chuckee, Gudda Gudda, Jae Millz, Lil Twist                                        | Charles Lee Ray                                  |
| "New York Minute" (Remix)      | 2009 | French Montana, Jadakiss                                                              | The French Connection                            |
| "Sweet Dreams"                 | 2009 | Lil Wayne                                                                             | No Ceilings                                      |
| "Girls Kissing Girls"          | 2009 | Gucci Mane                                                                            | Writing on the Wall                              |
| "All About the Benjamins"      | 2009 | Stack Bundles, The Riot Squad                                                         | Jackin' 4 Beats                                  |
| "20 Dollars" (Remix)           | 2009 | Ron Browz, Mase, Shawty Lo, OJ Da Juiceman                                            | Timeless EP                                      |
| "Old Enough" (Remix)           | 2009 | Lil Twist                                                                             | Class President                                  |
| "Sex in Crazy Places"          | 2009 | Gucci Mane, Trina, Bobby V                                                            | The State vs. Radric Davis                       |
| "Always Love You"              | 2009 | Gudda Gudda                                                                           | Guddaville                                       |
| "1234"                         | 2009 | Randall Rock                                                                          | #LivingTheLife                                   |
| "Birds"                        | 2009 | Yung Joc, Gucci Mane, OJ Da Juiceman                                                  | The Grind Flu                                    |
| "Shakin' It 4 Daddy"           | 2009 | Robin Thicke                                                                          | Sex Therapy: The Session                         |
| "Get wit It"                   | 2009 | DJ E.Sudd, Smiley                                                                     | Frontline                                        |
| "Dopeman"                      | 2009 | Jabari, Pusha T                                                                       | Famous on the Internet                           |
| "Diamonds on My Neck"          | 2009 | Supplya, Gucci Mane                                                                   | Supplya                                          |
| "Failure (Pussy Nigga)"        | 2009 | Gucci Mane                                                                            | Kitchen Talk                                     |
| "Strippin' in the Club"        | 2009 | DJ Diamonds Kuts, Ron Browz, Latif                                                    | Herstory in the Making                           |
| "Supa Hot" (Remix)             | 2009 | Sonny Rich, Jim Jones                                                                 | Loud Pack                                        |
| "Wanna Balla"                  | 2009 | Soulja Boy, Chingy                                                                    | Live & Direct                                    |
| "Lollipop Luxury" (Remix)      | 2009 | Jeffree Star                                                                          | Beauty Killer                                    |
| "Break Up" (Remix)             | 2009 | Mario, Gucci Mane                                                                     | žádné                                            |
| "Chocolate Legs" (Remix)       | 2009 | Eric Benét                                                                            | žádné                                            |
| "T.E.M.P.O."                   | 2009 | Ashley                                                                                | žádné                                            |
| "Xcellent"                     | 2009 | Pritty Boy                                                                            | žádné                                            |
| "Nicki Minaj Speaks"           | 2010 | Jae Millz                                                                             | The Flood Warning                                |
| "Coca Coca"                    | 2010 | Gucci Mane, Waka Flocka Flame, Yo Gotti, DJ Holiday, OJ Da Juiceman, Shawty Lo, Rocko | Burrrprint (2) HD                                |
| "For the Money"                | 2010 | Fabolous                                                                              | There Is No Competition 2: The Grieving Music EP |
| "Dang a Lang"                  | 2010 | Trina, Lady Saw                                                                       | Amazin'                                          |
| "In My Head" (Remix)           | 2010 | Jason Derulo                                                                          | In My Head                                       |
| "She Likes Me"                 | 2010 | Jadakiss                                                                              | The Champ Is Here, Pt. 3                         |
| "Stilettos and T-Shirt"        | 2010 | Bobby V                                                                               | 60 Minutes                                       |
| "Hold Yuh" (Remix)             | 2010 | Gyptian                                                                               | žádné                                            |
| "Up All Night"                 | 2010 | Drake                                                                                 | Thank Me Later                                   |
| "What's Wrong with Them"       | 2010 | Lil Wayne                                                                             | I Am Not a Human Being                           |
| "YM Salute"                    | 2010 | Lil Wayne, Lil Chuckee, Gudda Gudda, Jae Millz, Lil Twist                             | I Am Not a Human Being                           |
| "Haterade"                     | 2010 | Gucci Mane, Pharrell                                                                  | The Appeal: Georgia's Most Wanted                |
| "Kiss My Ass"                  | 2010 | Bow Wow                                                                               | Half Man, Half Dog, Part 2                       |
| "Mean Walk"                    | 2010 | Miss Daja                                                                             | žádné                                            |
| "Change Change"                | 2011 | Verbal                                                                                | Visionair                                        |
| "Bought the Bar"               | 2011 | DJ Webstar                                                                            | žádné                                            |
| "Get Low 4 Me" (Remix)         | 2011 |                                                                                       | žádné                                            |
| "I Love You"                   | 2011 | Soulja Boy, Bobby V                                                                   | žádné                                            |
| "Feel Inside"                  | 2011 | Mary J. Blige                                                                         | žádné                                            |
| "La La Means I Love You"       | 2011 | Hoodstars                                                                             | žádné                                            |
| "Born to be Wild"              | 2011 | Sean Kingston                                                                         | žádné                                            |
| "Muthafucka Up"                | 2012 | Tyga                                                                                  | Careless World: Rise of the Last King            |
| "I Don't Give A"               | 2012 | Madonna                                                                               | MDNA                                             |
| "I Luv Dem Strippers"          | 2012 | 2 Chainz                                                                              | Based on a T.R.U. Story                          |
| "Mercy"                        | 2012 | Lil Wayne                                                                             | Dedication 4                                     |
| "Lay It Down"                  | 2013 | Lil Wayne, Cory Gunz                                                                  | I Am Not a Human Being II                        |
| "Livin' It Up"                 | 2013 | Ciara                                                                                 | Ciara                                            |
| "Rich Friday"                  | 2013 | DJ Clue, Future, French Montana, Juelz Santana                                        | žádné                                            |
| "MILF"                         | 2013 | Big Sean, Juicy J                                                                     | Hall of Fame                                     |
| "Entertainment 2.0"            | 2013 | Sean Paul, Juicy J, 2 Chainz                                                          | Full Frequency                                   |
| "Hands Up"                     | 2013 | Swizz Beatz, Lil Wayne, Rick Ross, 2 Chainz                                           | žádné                                            |
| "Give It All to Me"            | 2013 | Mavado                                                                                | Suffering from Success                           |
| "I B on Dat"                   | 2013 | Meek Mill, Fabolous, French Montana                                                   | Dreamchasers 3                                   |
| "Dope Dealer"                  | 2013 | Meek Mill, Rick Ross                                                                  | Dreamchasers 3                                   |
| "My *****" (Remix)             | 2014 | YG, Lil Wayne, Rich Homie Quan, Meek Mill                                             | My Krazy Life                                    |
| "Danny Glover" (Remix)         | 2014 | Young Thug                                                                            | žádné                                            |
| "Animales"                     | 2014 | Romeo Santos                                                                          | Formula, Vol. 2                                  |
| "Rock Star"                    | 2014 | Future                                                                                | žádné                                            |
| "So Bad"                       | 2014 | Cam'ron, Yummy Bingham                                                                | 1st of the Month Vol. 2                          |
| "No Flex Zone" (Remix)         | 2014 | Rae Sremmurd, Pusha T                                                                 | žádné                                            |
| "True Colors"                  | 2014 | Wiz Khalifa                                                                           | Blacc Hollywood                                  |
| "Sugar" (Remix)                | 2015 | Maroon 5                                                                              | V                                                |
| "Bad for You"                  | 2015 | Meek Mill                                                                             | Dreams Worth More Than Money                     |
| "Angel"                        | 2015 | DJ Prostyle, Jeremih                                                                  | žádné                                            |
| "The Hills" (Remix)            | 2015 | The Weeknd                                                                            | žádné                                            |
| "Doin' It Well"                | 2015 | Fabolous, Trey Songz                                                                  | Summertime Shootout                              |
| "Froze"                        | 2016 | Meek Mill, Lil Uzi Vert                                                               | DC4                                              |
| "Like a Star"                  | 2016 | Fetty Wap                                                                             | King Zoo                                         |
| "Bom Bidi Bom"                 | 2017 | Nick Jonas                                                                            | Padesát odstínů temnoty                          |
| "Realize"                      | 2017 | 2 Chainz                                                                              | Pretty Girls Like Trap Music                     |
| "Nobody"                       | 2017 | DJ Khaled, Alicia Keys                                                                | Grateful                                         |
| "I Can't Even Lie"             | 2017 | DJ Khaled, Future                                                                     | Grateful                                         |
| "Skrt On Me"                   | 2017 | Calvin Harris                                                                         | Funk Wav Bounces Vol. 1                          |
| "I'm Getting Ready"            | 2017 | Tasha Cobbs                                                                           | Heart. Passion. Pursuit.                         |
| "No Flag"                      | 2017 | London on da Track, 21 Savage, Offset                                                 | žádné                                            |
| "She for Keeps"                | 2017 | Quavo                                                                                 | Quality Control: Control the Streets Volume 1    |
| "Plain Jane" (Remix)           | 2017 | ASAP Ferg                                                                             | žádné                                            |
| "5 Star"                       | 2017 | Lil Wayne                                                                             | Dedication 6                                     |
| "Poke It Out"                  | 2018 | Playboi Carti                                                                         | Die Lit                                          |
| "Dark Side of the Moon"        | 2018 | Lil Wayne                                                                             | Tha Carter V                                     |
| "Transformer"                  | 2018 | Future                                                                                | Wrld on Drugs                                    |
| "Runnin'"                      | 2018 | ASAP Rocky, ASAP Ferg                                                                 | Creed II                                         |
| "Mama"                         | 2018 | 6ix9ine, Kanye West                                                                   | Dummy Boy                                        |
| "Touch Down" (Remix)           | 2018 | Stylo G, The Fanatix, Vybz Kartel                                                     | žádné                                            |
| "Familia"                      | 2018 | Anuel AA, Bantu                                                                       | Spider-Man: Paralelní světy                      |
| "Slide Around"                 | 2019 | Chance the Rapper, Lil Durk                                                           | The Big Day                                      |
| "Zanies and Fools"             | 2019 | Chance the Rapper                                                                     | The Big Day                                      |
| "Extravagant"                  | 2019 | Lil Durk                                                                              | Love Songs 4 the Streets 2                       |
| "iPhone"                       | 2019 | DaBaby                                                                                | Kirk                                             |
| "Bad to You"                   | 2019 | Ariana Grande, Normani                                                                | Charlieho andílci                                |
| "Not Sorry"                    | 2020 | Rich the Kid                                                                          | Boss Man                                         |
| "Holy Ground"                  | 2020 | Davido                                                                                | A Better Time                                    |
| "For the Love of New York"     | 2021 | Polo G                                                                                | Hall of Fame                                     |
| "Papi's Home"                  | 2021 | Drake                                                                                 | Certified Lover Boy                              |
| "Always Love You"              | 2021 | Elton John, Young Thug                                                                | The Lockdown Sessions                            |
| "I Admit"                      | 2022 | YoungBoy Never Broke Again                                                            | Ma' I Got a Family                               |
| "Bad Like We" (Remix)          | 2022 | Wiley, Popcaan, Dyo                                                                   | žádné                                            |
| "Shake The Place (Remix)"      | 2023 | Destra, Machel Montano                                                                | žádné                                            |
| "Money"                        | 2023 | Young Thug, Juice WRLD                                                                | Business Is Business (Metro's Version)           |